# 樂屋網
樂屋網為台灣入口網站PChome Online網路家庭與台灣五間不動產經紀公司（信義房屋、中信房屋、住商不動產、太平洋房屋及21世紀不動產）共同合資成立之網路服務公司，主要提供不動產物件的網路刊登服務。2011年12月，日本網路服務公司「株式会社ネクスト」（NEXT Co., Ltd.）宣佈入股樂屋網，成為樂屋網第七位股東。
透過人性化使用介面，劃分出買屋、租屋、商用地產、新建案等不同搜尋頁面，更結合內政部資訊，新增實價登錄、房產快訊等頁面，提供豐富透明的市場訊息，即時公正的成交行情，滿足消費者多樣化的需求，打造出買賣房屋的第一站。 
「樂屋網」經營10多年來，順利媒合廣大的買賣群眾，致力於縮減使用者時間成本，並持續優化使用者體驗，平台流量不斷提升，更帶動愈來愈多房仲品牌加入，壯大中古屋物件量，成為專營中古屋買賣的最佳網路平台。

## 歷史沿革
- 2008年4月，PChome Online網路家庭與信義房屋、中信房屋、住商不動產、太平洋房屋以及21世紀不動產共同合資成立樂屋網。[1]
- 2008年10月，樂屋網開站上線。[2]
- 2010年1月，樂租屋、樂新屋相繼開站，提供新建案、租屋等更多資訊。
- 2011年2月，獲日本最大房屋網站HOME'S投資入股，打造更完善網站服務。
- 2011年5月，樂屋網首次推出電視廣告。[3]
- 2011年12月，樂屋網與《財訊雙週刊》合辦地產論壇，由詹宏志、謝金河與黃鵬䛥主講。
- 2012年2月，樂屋網和日本株式会社ネクスト共同舉辦簽約發表會，邁向台日合作。[4][5]
- 2013年5月，開發樂屋網雙系統行動App，正式進入行動找屋市場。
- 2014年12月3日，樂屋網召開記者會宣布租售物件達20多萬筆，並發表史上最長物件發表會吸引更多網路看屋族點閱。[6]
- 2015年12月，打造「好屋來找你」全新服務，運用大數據精算使用者購屋需求並主動媒合。
- 2016年3月，樂屋網首頁改版為RWD響應式網頁，提供使用者最佳瀏覽畫面。
- 2017年3月，找屋「智慧排序」上線，從買家需求出發，推薦最符合偏好的房屋。
- 2018年7月，樂屋網產品團隊逐步導入漸進式的敏捷開發，更加重視使用者體驗。
- 2019年10月，房市相關產業 樂屋網雙系統App評分最高，買賣方媒合成效年成長70%。
- 2020年7月，樂屋網成立「商用地產」頻道，服務找尋土地廠房辦公室等以公司企業為使用者導向的頻道。
- 2021年2月，成立Podcast《一杯咖啡聊買房》，長期佔據Apple Podcast新聞評論類前10名。
- 2021年10月，總經理蕭政華獲《經理人月刊》頒發2021 MVP百大經理人。

## 外部連結
- 樂屋網 （页面存档备份，存于）
- 樂屋網的Facebook專頁